# Thụ Lâm
Thụ Lâm (tiếng Trung: 樹林區; bính âm: Shùlín Qū; Bạch thoại tự: Chhiū-nâ-chhī) là một khu (quận) của thành phố Tân Bắc, Trung Hoa Dân Quốc (Đài Loan). Trên đìa bàn quận có khoảng 5900 người thổ dân Đài Loan.